# موزه هنرهای زیبا (هیوستون)

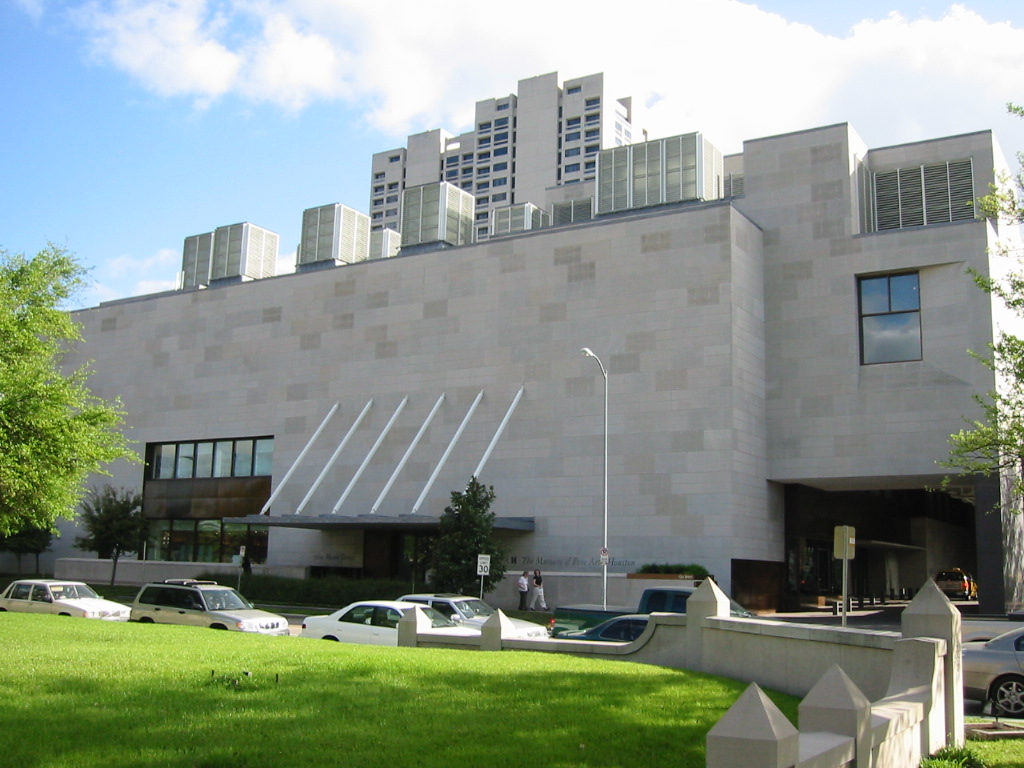
یکی از ساختمانهای موزه هنرهای زیبای هیوستون که توسط رافائل مونئو طراحی گردیده.

موزه هنرهای زیبای هیوستون (به انگلیسی: Museum of Fine Arts, Houston) مشهور به MFAH، یکی از موزه‌های هنری مشهور ایالات متحده آمریکاست. 
این موزه در شهر هیوستون در تگزاس قرار دارد و متشکل از ۷ ساختمان و ۲۸۰۰۰ متر مربع فضای نمایشی می‌باشد.
از اساتید بزرگ معماری که در طراحی این مرکز شرکت داشته‌اند می‌توان رافائل مونئو و لودویگ میس ون در روهه را نام برد.
در سال ۲۰۰۷، دانشگاه ییل از نمایشگاه هنر خطاطی اسلامی این موزه کتابی منتشر ساخت.
هوشنگ انصاری و همسرش از پشتیبانان مالی و مؤسس بخش ذخایر اسلامی موزه هنرهای زیبای هیوستون بوده است.
از فعالیتهای سالیانه این مرکز، برگزاری جشنواره فیلم‌های ایرانی می‌باشد.

## مجموعه هنری حسین افشار
بخشی از کلکسیون حسین افشار، مجموعه‌دار ایرانی مقیم کویت، در موزه هنرهای زیبای هیوستون به امانت گذاشته شده است. موزه از سال ۲۰۱۹ دو نمایشگاه از این مجموعه به نام‌های «بخشش زیبایی: شاهکارهایی از سرزمین‌های ایرانی» و «میان آسمان و دریا: سرامیک‌هایی از ایران و فراسوی آن» برگزار کرده‌ است.

## نگارخانه

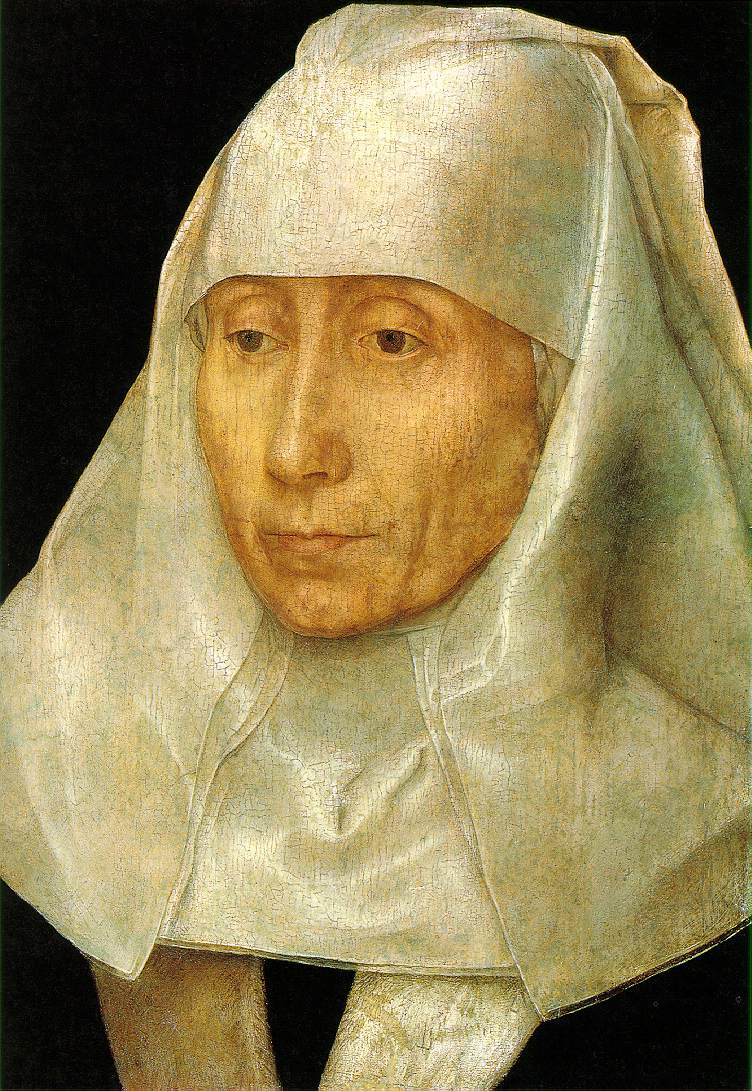
پرترهٔ یک پیرزن مابین ۱۴۶۸ و ۱۴۷۰ م. اثر هانس مملینگ
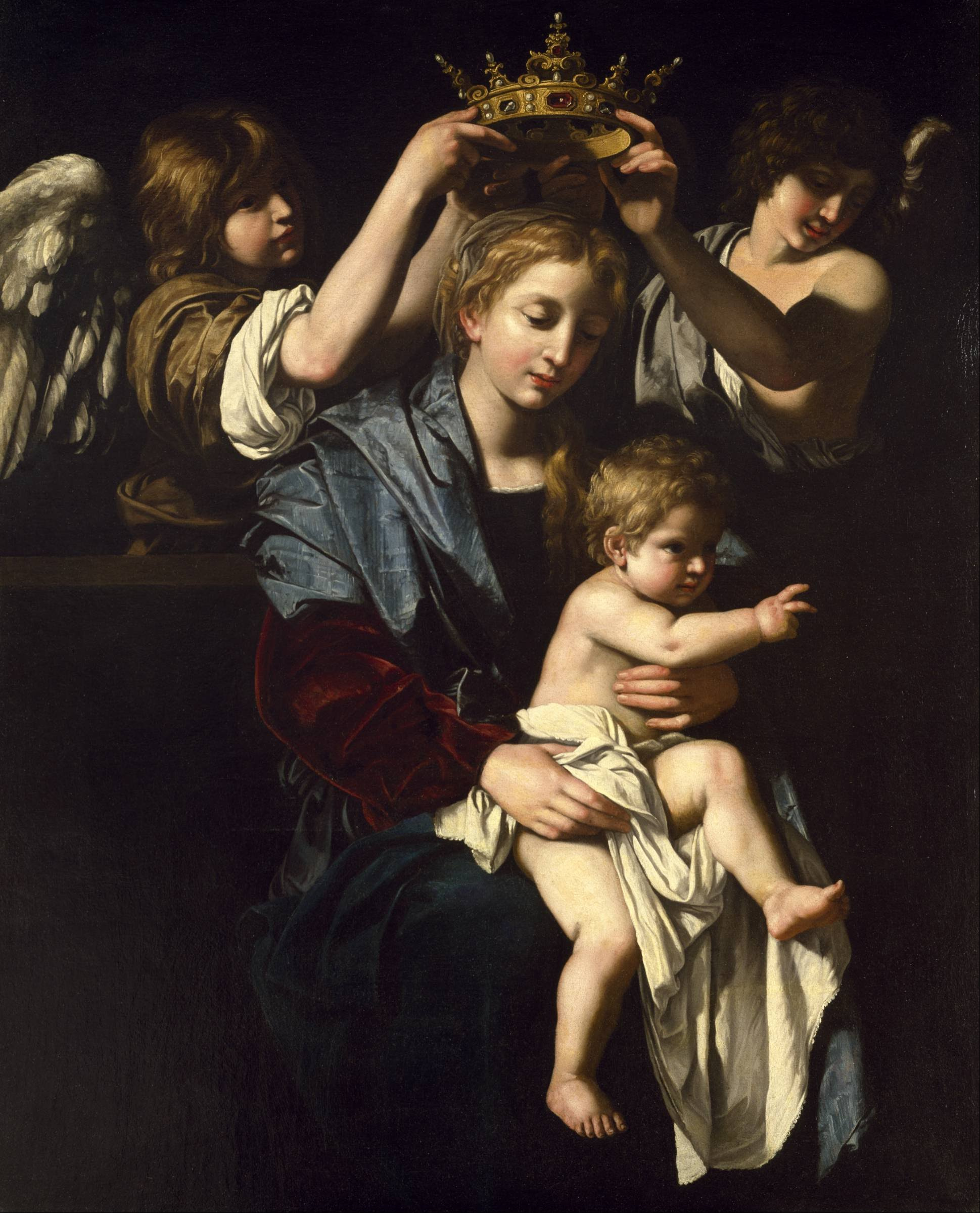
تاج‌گذاری باکره حوالی ۱۶۲۰ م. اثر بارتولومئو کاواروتسی
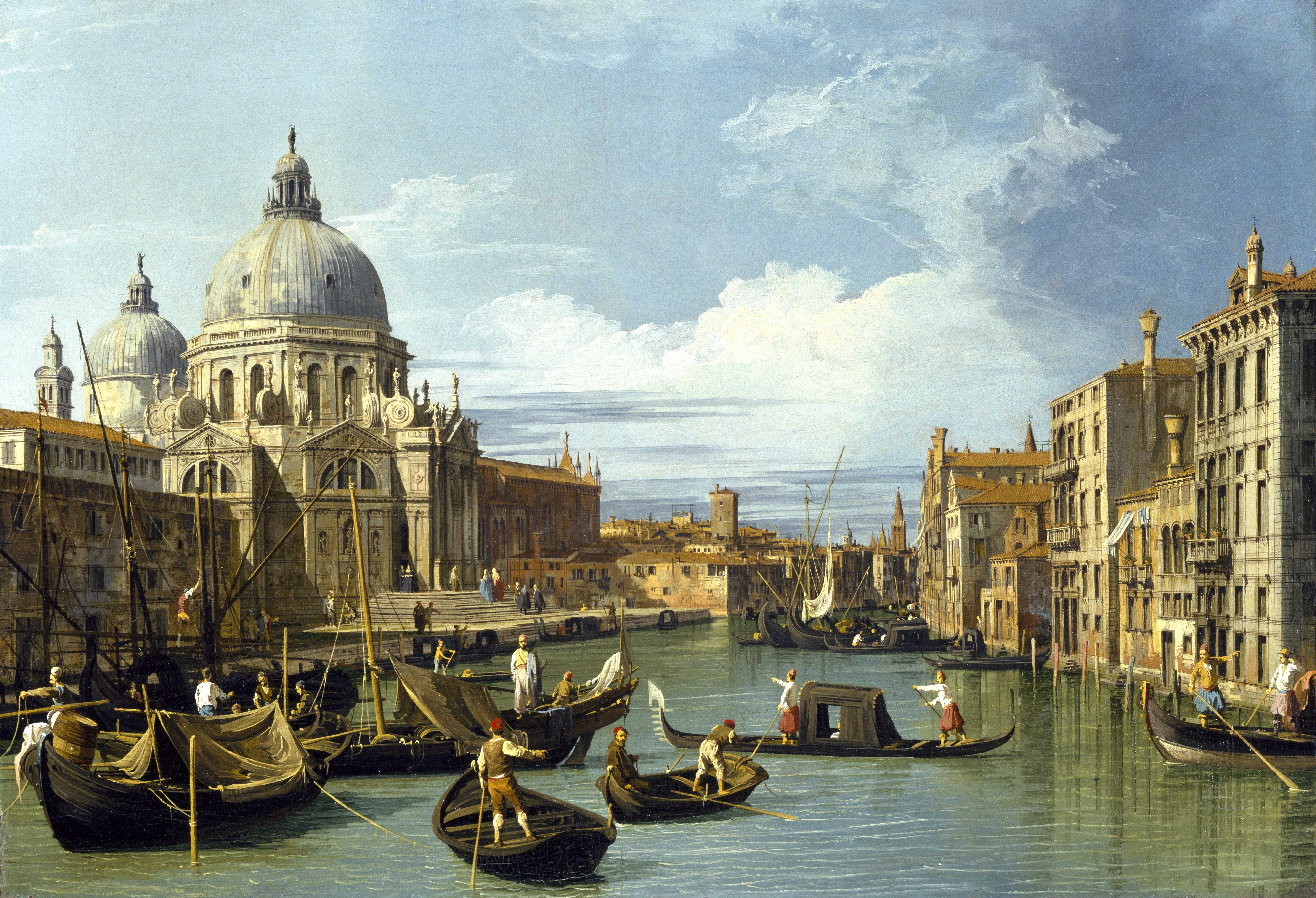
ورودی به گراند کانال ونیز حوالی ۱۷۳۰ م. اثر کانالتو
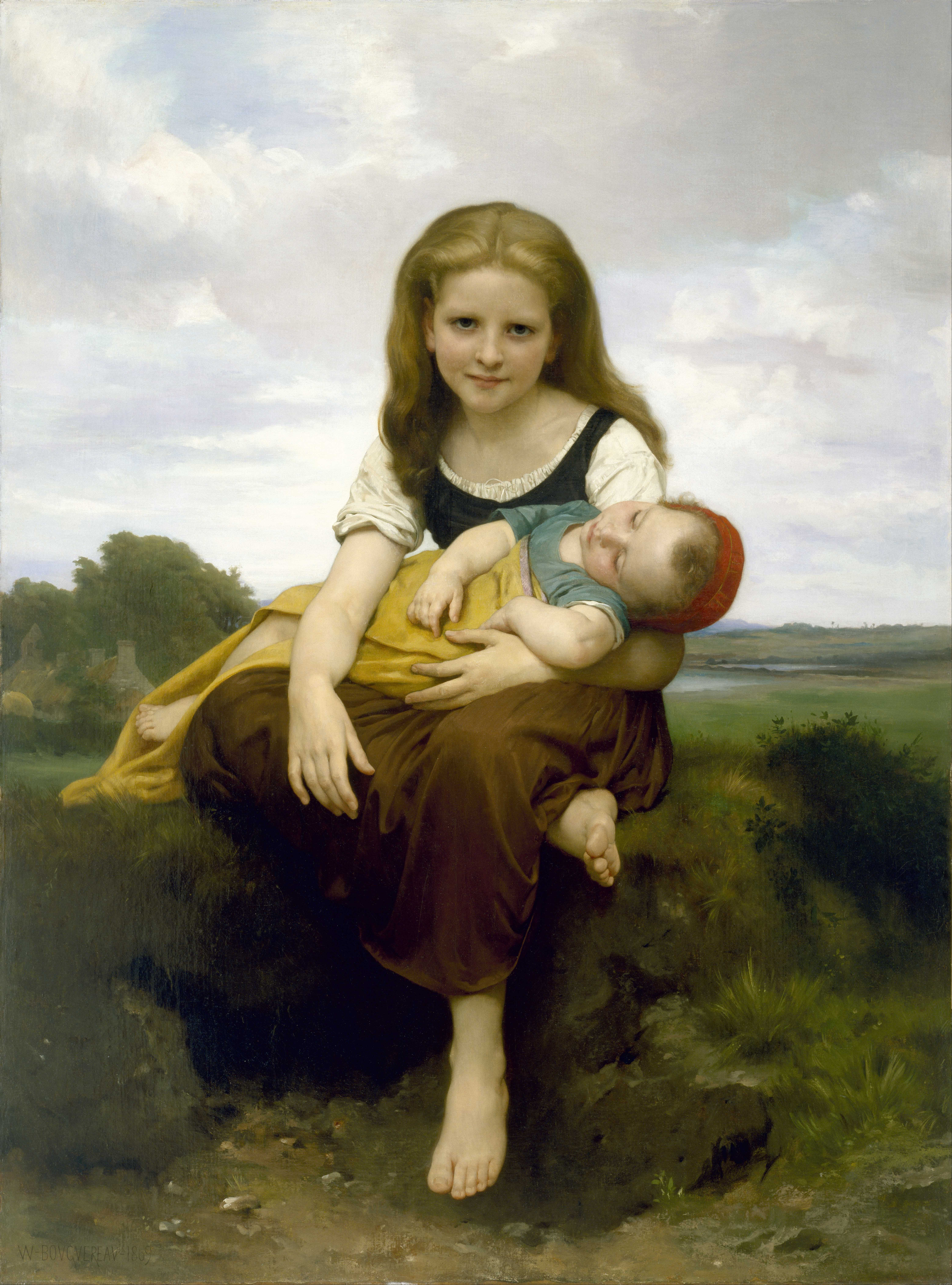
خواهر بزرگتر ۱۸۶۹ م. اثر ویلیام-آدولف بوگرو
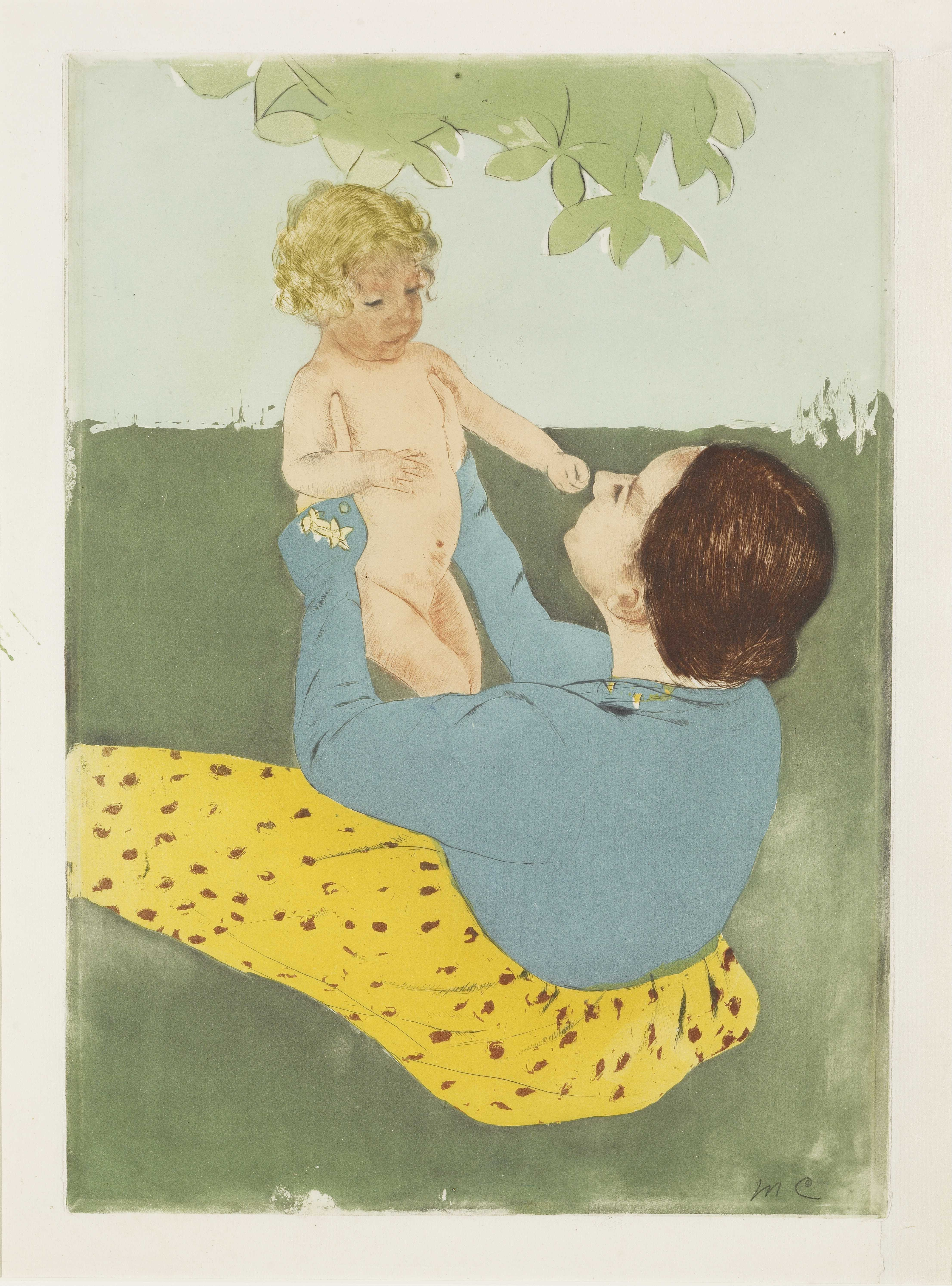
زیر درخت گردو ۱۸۹۶ الی ۱۸۹۷ م. اثر مِری کَسات
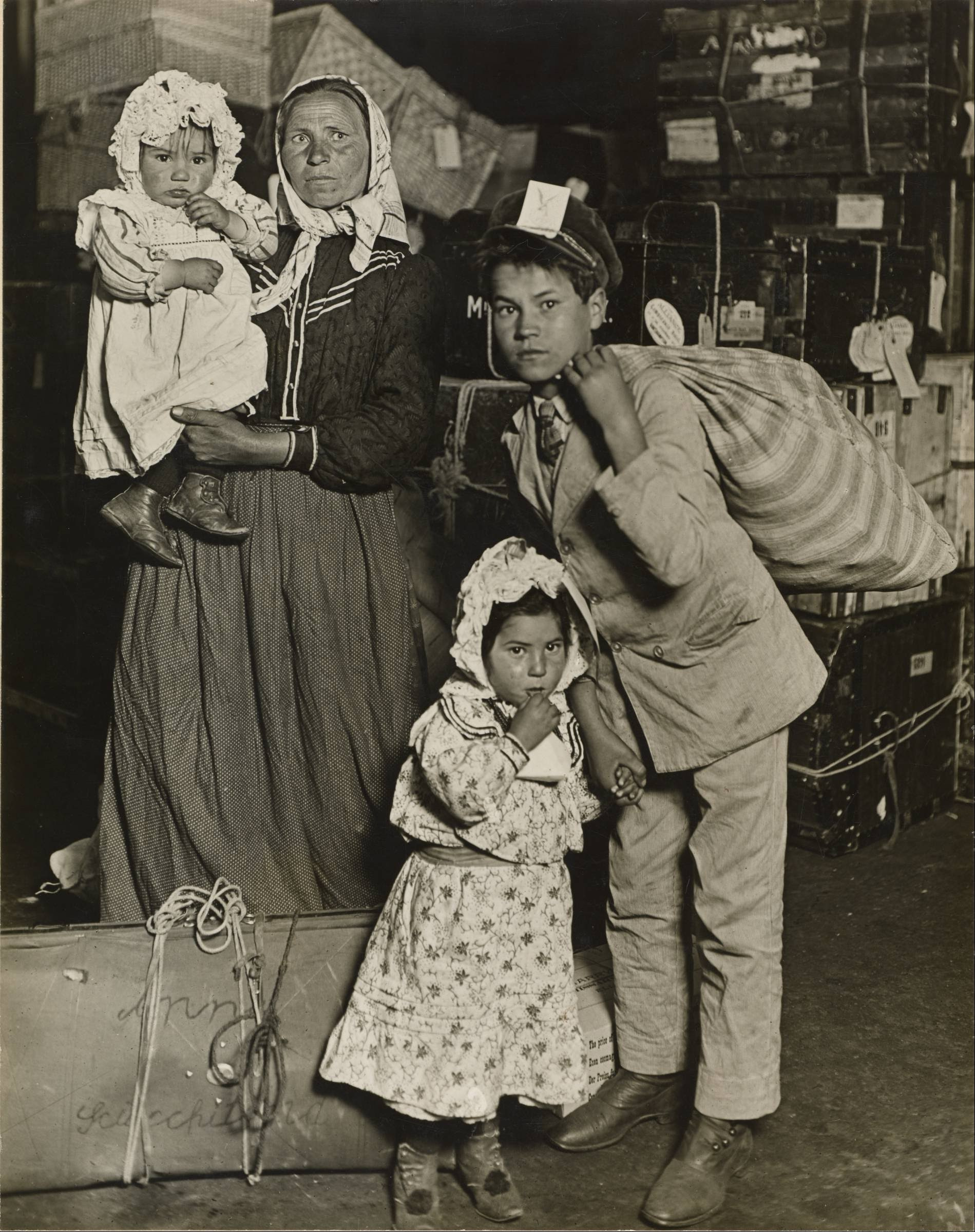
خانوادهٔ مهاجر در اتاق ترخیص چمدان در جزیرهٔ الیس ۱۹۰۵ م. اثر لوئیس هاین
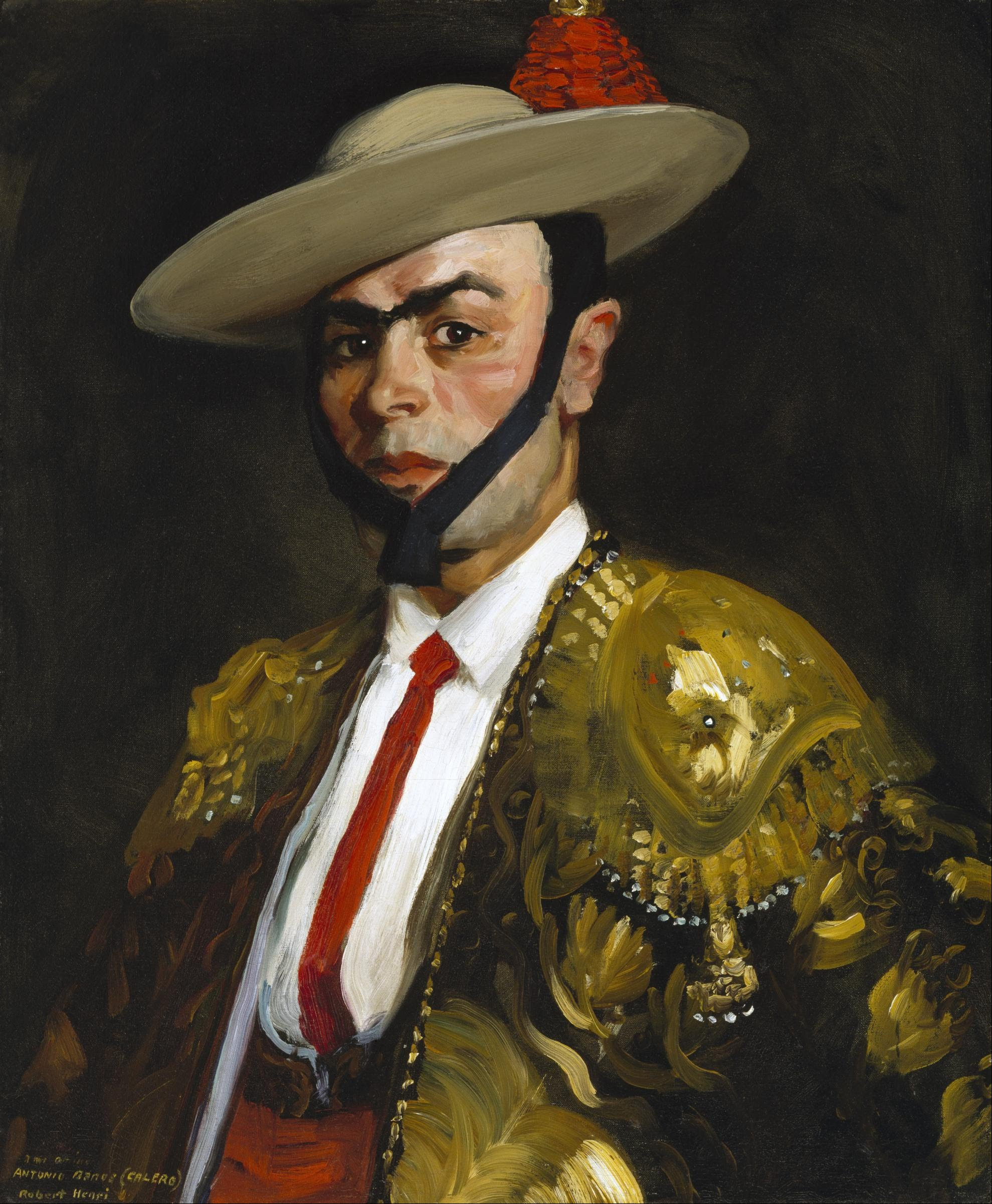
کالرو ۱۹۰۸ م. اثر رابرت هنری
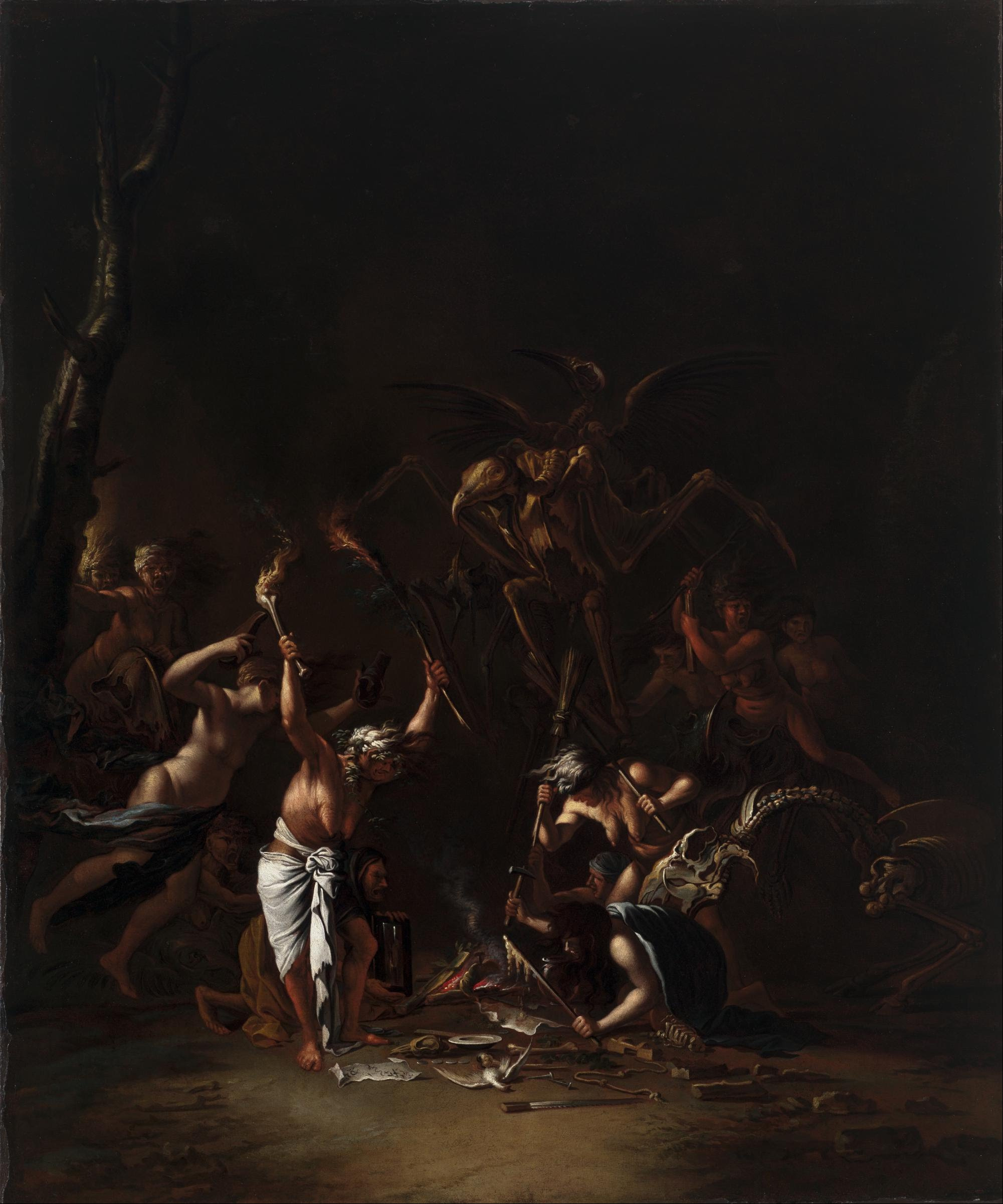
بَزم جادُوان بین ۱۶۳۵ تا ۱۶۵۴ م. اثر سالواتور روزا
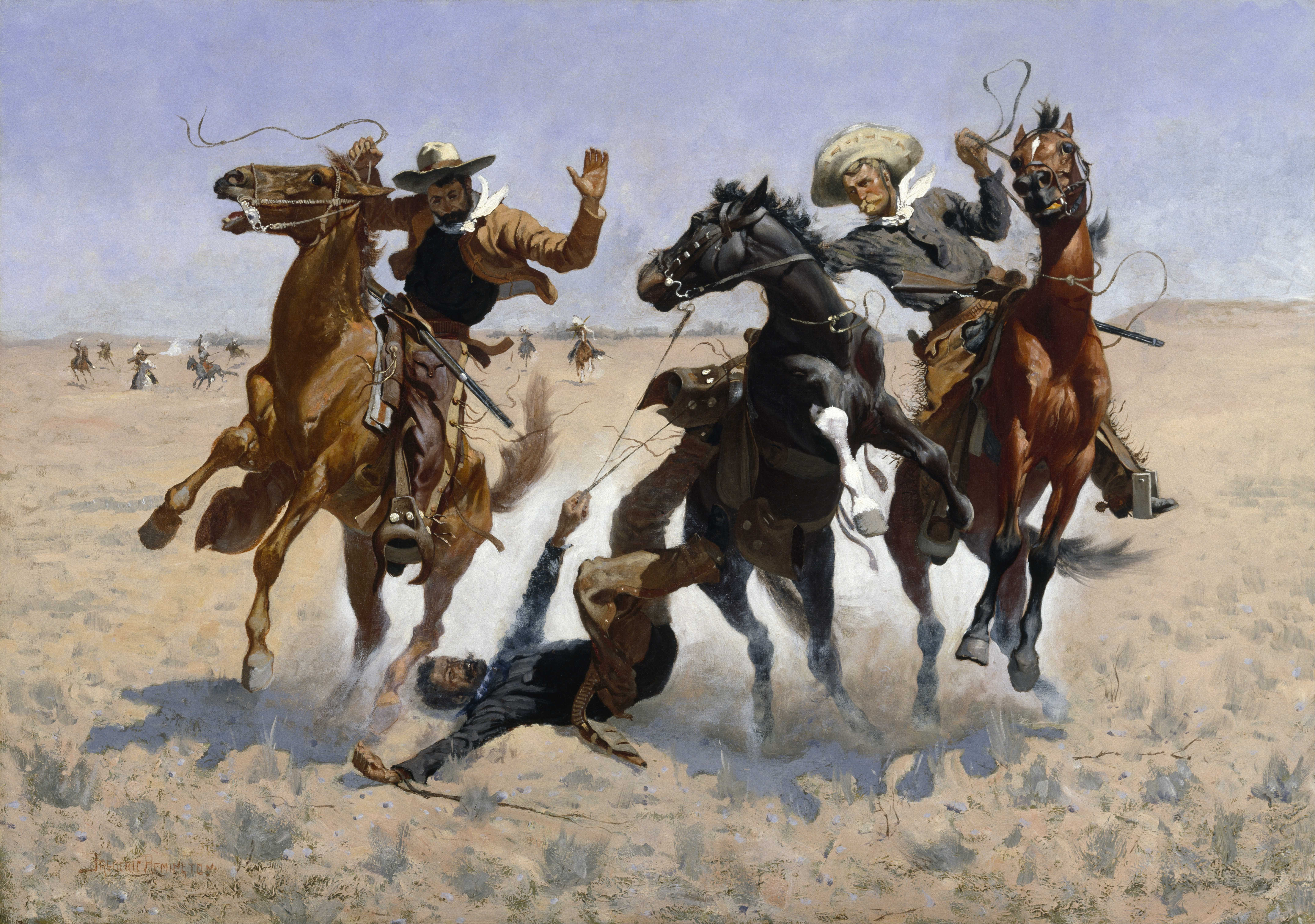
کمک به رفیق
۱۸۹۰ م.
اثر فردریک رمینگتون